# Ave-et-Auffe
Ave-et-Auffe is een deelgemeente van de Belgische gemeente Rochefort in de provincie Namen. De deelgemeente bestaat uit de dorpen Ave en Auffe die in 1826 hun  samensmolten en tot 1 januari 1977 een zelfstandige gemeente bleef.

## Demografische ontwikkeling
- Bron: NIS; Opm:1831 t/m 1970=volkstellingen; 1976=inwoneraantal op 31 december

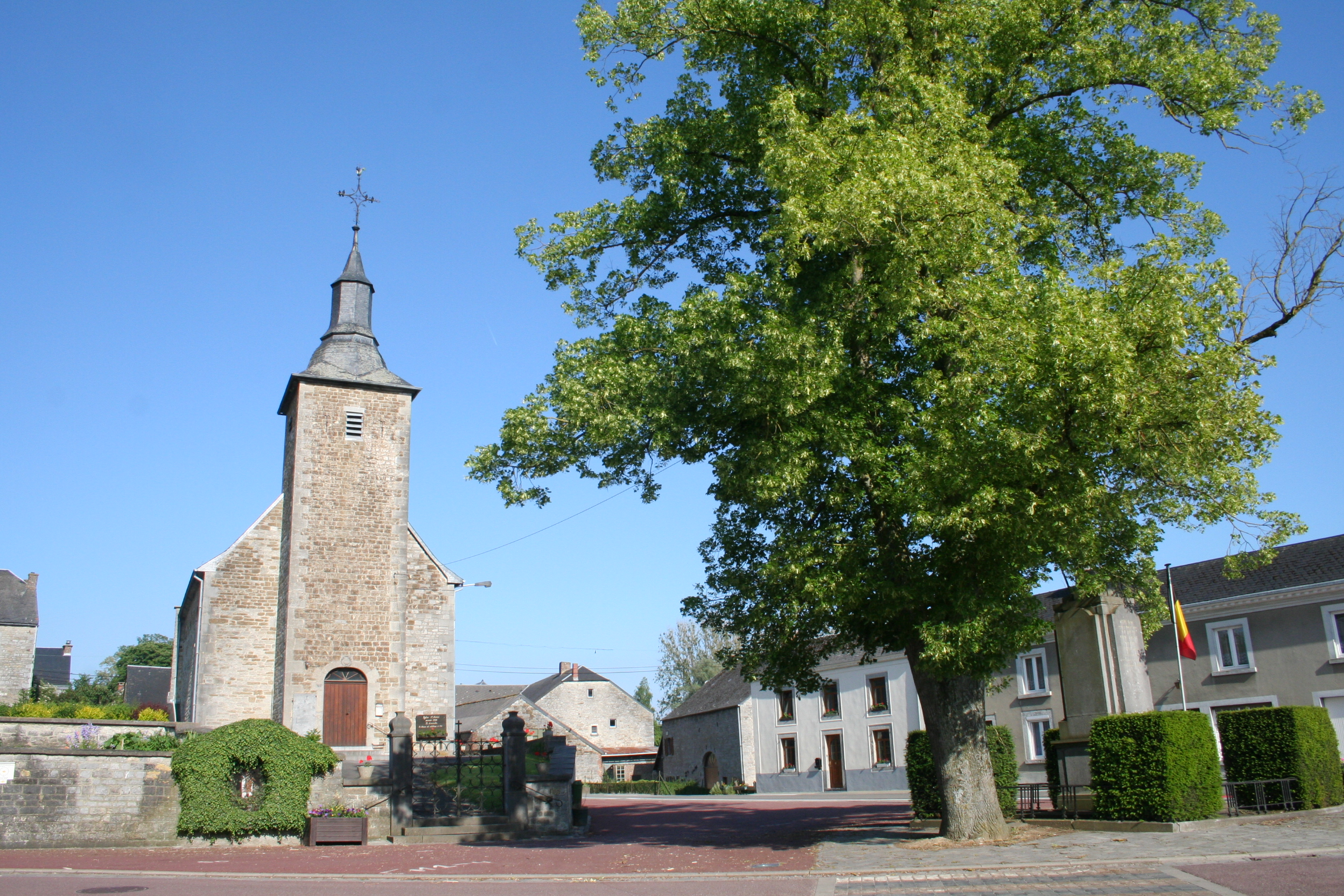
St. Lambertuskerk in Auffe

Deelgemeenten: Ave-et-Auffe · Buissonville · Éprave · Han-sur-Lesse · Jemelle · Lavaux-Sainte-Anne · Lessive · Mont-Gauthier · Rochefort · Villers-sur-Lesse · Wavreille

Overige dorpen en gehuchten: Auffe · Ave · Belvaux · Briquemont · Forzée · Frandeux · Génimont · Hamerenne · Havrenne · Jamblinne · Laloux · Navaugle · Vignée

Belgische gemeenten · arrondissement Dinant · provincie Namen · Wallonië